# 594012 Bulavina
594012 Bulavina este o planetă minoră (asteroid) din centura de asteroizi. A fost descoperită pe 27 decembrie 2011 la  de Leonid Elenin⁠(d). 
Obiectul prezintă o orbită caracterizată de o semiaxă mare de 2,2966915823127 UAi, o excentricitate de 0,096147418709712, o înclinație de 7,3952801504586 ° în raport cu ecliptica.